# Microtus bavaricus
Microtus bavaricus là một loài động vật có vú trong họ Cricetidae, bộ Gặm nhấm. Loài này được Konig mô tả năm 1962.